# تپه یلفان ۱۱۱
تپه یلفان ۱۱۱ مربوط به سده‌های اولیه دوران‌های تاریخی پس از اسلام است و در شهرستان همدان، بخش مرکزی، دهستان الوندکوه شرقی، روستای یلفان، ضلع جنوبی دریاچه سد واقع شده و این اثر در تاریخ ۶ اسفند ۱۳۸۵ با شمارهٔ ثبت ۱۷۴۵۴ به‌عنوان یکی از آثار ملی ایران به ثبت رسیده است.